# Orari (fleuve)
Le fleuve Orari  (en anglais : Orari River) est  un cours d’eau du sud de la région de  Canterbury dans l’ Île du Sud de la Nouvelle-Zélande.

## Géographie
Il  prend naissance dans le nord-ouest de la chaîne des Four Peaks Range, s’écoulant initialement vers le nord puis vers l’est pour contourner la chaîne avant  de se diriger vers le sud-est  à travers les plaines de Canterbury. Il atteint l’océan Pacifique à 8 km à l’est de la ville de Temuka. Les villes de Geraldine et d’Orari sont toutes les deux immédiatement  situées sur ses berges. Le fleuve a été identifié comme une zone importante pour la conservation des oiseaux par la Birdlife International à cause de son rôle d’abri pour les colonies en nidification des espèces en danger des Mouettes de Buller ,